# Näringslivets mediaservice
Ej att förväxla med Näringslivets mediainstitut
Näringslivets mediaservice (NMS) var en opinionsbildande verksamhet med inriktning mot sociala medier aktiv från 2013 till 2023.
Näringslivets mediaservice var en tydlig aktör på sociala medier, men den faktiska organisationen och finansieringen var oklar. Svenskt Näringsliv omtalade Näringslivets mediaservice i positiva termer under 2017, men det finns ingen formell och officiell koppling, även om stiftelsen Fritt näringsliv, som finansieras av Svenskt Näringsliv, uppgavs stå bakom.
Avsaknad av tydlighet vad Näringslivets mediaservice egentligen är har tillsammans med den typ av budskap de sprider gett upphov till kritik och ifrågasättande av dess seriositet.
2023 meddelade Teodor Koistinen som vid den här tiden var ansvarig för Näringslivets mediaservice via sociala medier att verksamheten skulle läggas ner. I samband med detta meddelade Peter Magnus Nilsson i sin roll som anställd av Timbro, att "Efter nyår disponerar Stiftelsen Fritt Näringsliv om styrkorna".